# 澄衷蒙學堂字課圖說
《澄衷蒙學堂字課圖說》是由晚清上海新式学堂澄衷蒙学堂的校長、教育改革者劉樹屏組織編撰的一套漢字教科書，“專爲小學堂訓蒙而作”。該書收錄了三千二百九十一個常用漢字、七百六十二幅插圖，注重中國傳統小学的教學方式，也引入了西方的科學知識。

## 影響
該書一初版即引起轟動，一年后被认定爲該校的正式用书。此書影響了中華民國時期的《共和国教科书》、《国民字课图说》等課本。胡适、竺可桢、茅盾、王玉润、袁牧之等名人也受此書的啟蒙。胡適稱其爲“中国自有学校以来第一部教科书”，“在中国教育史上，有着历史性的价值”。
自2011年開始，中國大陸陸續有出版社重新出版該書，引起社會關注。同時也引發了對中國大陸最具影響力的辭書《新華字典》的批評。2014年，“尺牍训蒙——《澄衷蒙学堂字课图说》特别展”在宁波帮博物馆开展。

## 內容
《字課圖說》分四卷，共八冊。總目一冊，分“凡例”“檢字”、“類字”三部分。第二冊爲卷一。三、四冊爲卷二。五、六册为卷三。七、八冊为卷四。主要分“簡說”、“詳說”、“繪圖”三部分。
- “簡說。為十歲以下學生而設。先釋音。注音某。或注某字某聲。均依字典。次釋義。務以以語剖晰之。次引證。舉其與他字聯綴者。字或有兩音三音備載之。惟生僻者不載。[1]
- 「詳說。為十一歲以上學生而設。先注切音。次釋本義。凡篆文與字義相關者著之。次釋引申義。叚借義。凡現行事例新理名詞。皆隨字附釋。要以有用為主。其經詁雅訓古書偶見者。不及備載。”[1]
- “繪圖。凡名字動字之非圖不顯者。均附以圖。或摹我國舊圖。或據譯本西圖。求是而已。”[1]

## 外部連結
- 《澄衷蒙学堂字课图说》数字报纸阅读平台
- 早稻田大学图书馆
- 胡适的发蒙读物为何难读？ （页面存档备份，存于） 老愚 FT中文網 （简体中文）